# Đỗ Thích
Đỗ Thích (chữ Hán: 杜釋; ? – 979) là một quan viên thời nhà Đinh. Ông được ghi nhận trong chính sử Việt Nam là người đã ám sát vua Đinh Tiên Hoàng và Nam Việt vương Đinh Liễn, dẫn sự kết thúc của nhà Đinh, mở đầu nhà Tiền Lê, cũng như gây ra cái cớ cho việc xâm lược Đại Cồ Việt bất thành của nhà Tống.

## Mô tả trong chính sử
Sách Đại Việt sử lược, tài liệu lịch sử sớm nhất được cho là soạn thời nhà Trần, đề cập sự kiện "Đỗ Thích giết vua" vắn tắt như sau:
| “ | Mùa đông, tháng Mười một [năm Kỷ Mão 979], ban đêm vua [Đinh Tiên Hoàng] ngự tiệc thì bị Phúc hầu hoằng Đỗ Thích giết, giết luôn cả Việt vương Liễn. | ” |

Sách Đại Việt sử ký toàn thư soạn thời nhà Lê cũng mô tả tương tự:
| “ | Mùa đông, tháng Mười [năm Kỷ Mão 979], Chi hậu nội nhân Đỗ Thích giết vua ở sân cung. | ” |

Nguyên do Đỗ Thích giết vua, các tài liệu lịch sử thời phong kiến đều chép khi Đỗ Thích còn làm chức lại ở Đồng Quan, đêm nằm trên cầu, bỗng thấy sao sa rơi vào miệng, từ đó nảy ra ý định giết vua. Tuy nhiên, sau khi vua Đinh Tiên Hoàng và Nam Việt vương Đinh Liễn bị sát hại, triều thần đều truy lùng kẻ giết vua. Đỗ Thích phải trèo lên nằm trong máng nước ở trong cung suốt ba ngày liền chịu đói khát. Khi trời đổ mưa, Đỗ Thích thò tay hứng nước mà uống, cung nữ nhìn thấy nên đi báo. Định Quốc công Nguyễn Bặc sai người bắt xuống và đem đi chém. Theo học giả Đào Duy Anh, khi bắt được Đỗ Thích, Nguyễn Bặc cho đem chém rồi đập tan xương và cắt thịt chia cho nhân dân bắt họ phải ăn.
Sau khi Đỗ Thích chết, triều thần tôn lập Vệ vương Đinh Toàn mới 6 tuổi lên ngôi, sử gọi là Đinh đế Toàn. Tuy nhiên, triều đình rơi cuộc tranh giành quyền lực giữa Thập đạo tướng quân Lê Hoàn và các đại thần khác Nguyễn Bặc, Đinh Điền, Phạm Hạp. Cuối cùng, với sự ủng hộ của Phạm Cự Lượng và Thái hậu, Lê Hoàn giành được phần thắng, giết được cả Nguyễn Bặc, Đinh Điền, Phạm Hạp, không lâu sau tự lập làm vua, sử gọi là Đại Hành hoàng đế, mở ra triều đại mà về sau gọi là nhà Tiền Lê.

## Nghi án lịch sử
Cả Đại Việt sử lược lẫn Đại Việt sử ký toàn thư đều không ghi chép gì về thân thế của Đỗ Thích. Riêng sách Khâm định Việt sử Thông giám cương mục soạn thời nhà Nguyễn có chú dựa theo dã lục rằng Đỗ Thích là người Đại Đê, huyện Thiên Bản (nay thuộc xã Đại An, huyện Vụ Bản, tỉnh Nam Định). Sách Đại Việt sử lược chép là "Phúc hầu hoằng (福侯宏) Đỗ Thích", còn Đại Việt sử ký toàn thư và Khâm định Việt sử Thông giám cương mục thì chép là "Chi hậu nội nhân (秪候内人) Đỗ Thích". Theo các nhà nghiên cứu, Đỗ Thích có thể là một hoạn quan hoặc thị vệ phục dịch trong cung.
Sách Đại Việt sử lược lẫn Đại Việt sử ký toàn thư đều ghi chép việc xuất hiện lời sấm tiên đoán việc Đỗ Thích giết vua vào năm Thái Bình thứ 5. Tuy nhiên, gần đây, một số nhà nghiên cứu lịch sử đưa ra giả thuyết: Đỗ Thích không phải là thủ phạm giết vua. Theo nhà giáo Hoàng Đạo Thúy và một số nhà nghiên cứu hiện nay, Đỗ Thích không thể làm chuyện này. Thích chỉ là một viên hoạn quan, chức nhỏ, sức mọn, không hề có uy tín hay vây cánh. So với Thích, trong triều có các bạn của vua Đinh như Nguyễn Bặc, Đinh Điền, Lưu Cơ... đều nắm trọng quyền, đủ cả văn lẫn võ. Vì vậy ông không thể mơ tưởng việc sẽ khuất phục được các đại thần nhà Đinh để ngồi yên trên ngai vàng.
Trong cuốn "Chính sách khuyến nông dưới thời Minh Mạng". Nhà xuất bản Văn hóa Thông tin, Hà Nội 1996, trang 33 và 34 ghi là: "Những người viết sử xưa đơn giản hóa sự cố này: chỉ bởi một giấc mơ hão huyền mà Đỗ Thích trở thành tên sát nhân. Đằng sau Đỗ Thích còn ai không? Tại sao khi Lê Hoàn thế chân thì quân Tống lại can thiệp". Cũng theo trang 57, 58 sách trên: "Lê Hoàn giành được thế nhiếp chính đã cùng thuộc hạ mưu sự chiếm ngôi. Nếu không có công chống Tống vào năm Tân Tỵ (981) thì Lê Hoàn đã phạm tội bất trung và lịch sử vẫn giữ nguyên nghi án"
Gia phả họ Đỗ ở Đại Đê, huyện Vụ Bản và sự tích đền Thảo Mã (tức đền Gạo ở xã Thanh Bình, huyện Thanh Liêm, Hà Nam) có nói tới việc Đỗ Thích có công cõng Đinh Tiên Hoàng chạy trốn khi ông bị Nam Tấn Vương đuổi.
Sử liệu đầu tiên đề cập giả thuyết “Lê Hoàn mưu sát Đinh Bộ Lĩnh” là ghi chép của Thẩm Quát trong Mộng khê bút đàm được viết vào năm 1093 - sớm hơn Toàn thư 400 đến 600 năm. Bộ sử này ghi như sau: “thổ nhân Lê Uy giết Liễn tự lập”. Lê Uy tức Lê Hoàn.

## Trong văn hoá đại chúng
| Năm  | Tác Phẩm                                | Diễn Viên |
| 2011 | Lý Công Uẩn: Đường tới thành Thăng Long | Đức Sơn   |